# Ievhenia Douchkevytch
Ievguenia Douchkevitch
Ievhenia Boryssivna Douchkevytch (ukrainien : Євгенія Борисівна Душкевич) ou Ievguenia Borissovna Douchkevitch (russe : Евгения Борисовна Душкевич) est une ancienne joueuse ukrainienne de volley-ball née le 4 mai 1979 à Simferopol. Elle mesure 1,87 m et jouait au poste de centrale.

## Clubs
| Club               | De        | À         |
| ------------------ | --------- | --------- |
| VK Jinestra Odessa | 1998-1999 | 2003-2004 |
| Scavolini Pesaro   | 2004-2005 | 2005-2006 |
| Santeramo Sport    | 2006-2007 | 2007-2008 |
| Sirio Perugia      | 2008-2009 | 2009-2010 |
| Eczacıbaşı Vitra   | 2010-2011 | 2010-2011 |

## Palmarès

### Clubs
- Coupe de la CEV 
  - Vainqueur : 2006
- Championnat d'Ukraine 
  - Vainqueur : 2001, 2002, 2003, 2004
- Coupe d'Ukraine 
  - Vainqueur : 2000, 2002, 2004
- Coupe de Turquie 
  - Vainqueur : 2011.

### Distinctions individuelles
- Ligue des Champions de volley-ball féminin 2008-2009: Meilleure contreuse.